# Este (stacja kolejowa)
Este (włoski: Stazione di Este) – stacja kolejowa w Este, w prowincji Padwa, w regionie Wenecja Euganejska, we Włoszech. Znajduje się na linii Mantua – Monselice.
Według klasyfikacji RFI posiada kategorię srebrną.

## Charakterystyka
Budynek pasażerski stanowi dwupiętrowy budynek, z których tylko parter jest wykorzystywane przez pasażerów. Główny budynek posiada dwa symetryczne skrzydła po obu bokach.
Stacja posiada ładownię, zlokalizowaną przy sąsiednim budynku, obecnie nie wykorzystywaną.
Na stację składa się cztery tory: pierwszy, drugi i trzeci są używane przez pociągi pasażerskie, a czwarty służy jako bocznica dla pociągów. Wszystkie tory z wyjątkiem 4 znajdują się przy betonowych peronach.

## Linie kolejowe
- Mantua – Monselice

## Ruch pociągów
Obsługa pasażerów odbywa się przez Trenitalia i Sistemi Territoriali; główne miejsca docelowe to: Padwa, Mantua, Monselice, Legnago oraz niektóre kursy prowadzone są do Wenecji.
W latach 1906–1934 na przedniej części stacji istniała pętla linii tramwajowej Este-Sant'Elena, umożliwiając połączenie z centrum Este.